# 보스턴 리버

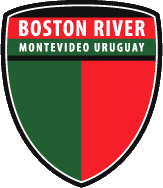

보스턴 리버(Club Atlético Boston River)는 몬테비데오를 연고로 하는 우루과이의 축구단이다. 현재 우루과이 프리메라 디비시온에 참가하고 있다.

## 우승
- 우루과이 세군다 디비시온 아마추어: 2006

## 선수 명단

### 현역
참고: FIFA 자격 규정에 따라 소속된 국가대표팀 국기를 표시합니다. 선수는 복수의 FIFA 비회원국 국적을 가지고 있을 수 있습니다.
| 번호 | 포지션 | 국적     | 이름                     |
| ---- | ------ | -------- | ------------------------ |
| 7    | FW     | 우루과이 | 에밀리아노 고메스        |
| 23   | DF     | 우루과이 | 카를로스 아드리안 발데스 |

| 번호 | 포지션 | 국적 | 이름                 |
| ---- | ------ | ---- | -------------------- |
| -    | MF     |      | 마우리시오 베라 후안 |